# 长蕊木兰
长蕊木兰（学名：Alcimandra cathcartii）为木兰科长蕊木兰属下的一个种。